# Glossite romboidea mediana
La glossite romboidea mediana è una malformazione congenita della lingua. Consiste in un'area della porzione postero-mediana non ricoperta da epitelio mucoso a forma romboidale.

## Epidemiologia
Colpisce il 3% degli individui e si può manifestare in età giovanile come in età più avanzate.

## Possibili complicanze
Può associarsi a candidosi. In tal caso si utilizzano farmaci antimicotici come la nistatina o amfotericina B.